# Szuszenskoje
Szuszenskoje – osiedle typu miejskiego w Rosji, w południowej części Kraju Krasnojarskiego, przy ujściu rzeki Szusz do Jeniseju. W 2009 liczyło 18 564 mieszkańców. Znajduje się tu siedziba zarządu Parku Narodowego „Szuszenskij bor” i Sajańsko-Szuszeńskiego Rezerwatu Biosfery.

## Historia
Szuszenskoje (wówczas Szusz) założyli w 1744 roku rosyjscy kozacy.
Jako pierwsza stałych osadników w Szuszu odnotowuje mapa pogranicza regionów Krasnojarskiego i Kuźnieckiego, wydana w latach 1745–1746. Przedstawiono na niej osadę z czterech gospodarstw, których mieszkańcy «sami przyszli» (ros. «пришли собою»), tzn. osiedli samowolnie, bez niczyjego nadania.
W drugiej połowie XVIII wieku Szusz wyrósł na dużą osadę, liczącą około 250–300 mieszkańców.
W 1791 z pomocą mieszkańców okolicznych wsi wybudowano z kamienia cerkiew Pietropawłowską (tj. pod wezwaniem św. Apostołów Piotra i Pawła) i Szuszenskoje otrzymało status wsi.
Po reformie 1822 Szuszenskoje stało się miejscem zsyłki. Karę odbywali w nim m.in. dekabryści Pior Falenberg i Aleksander Frołow. W 1860 zesłany został Michał Pietraszewski, działacz społeczny, założyciel Koła Pietraszewskiego.
Jednak miejscowość znana jest głównie z tego, że latach 1897–1900 była miejscem zesłania Włodzimierza Lenina.